# Muntplein (Amsterdam)

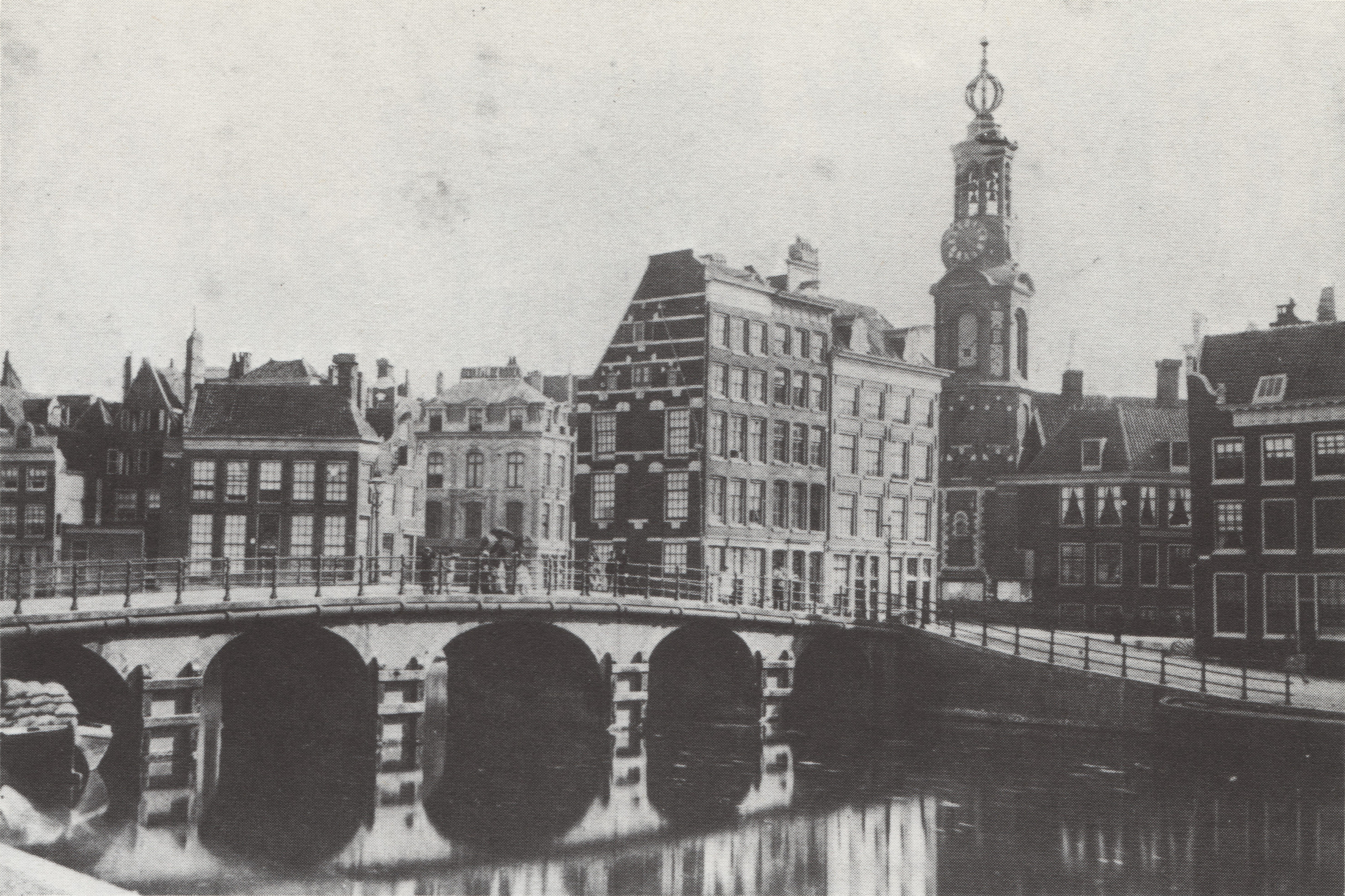
Het Muntplein gezien vanaf de Turfmarkt met de 'Engelse huizen'; eind 19e eeuw.

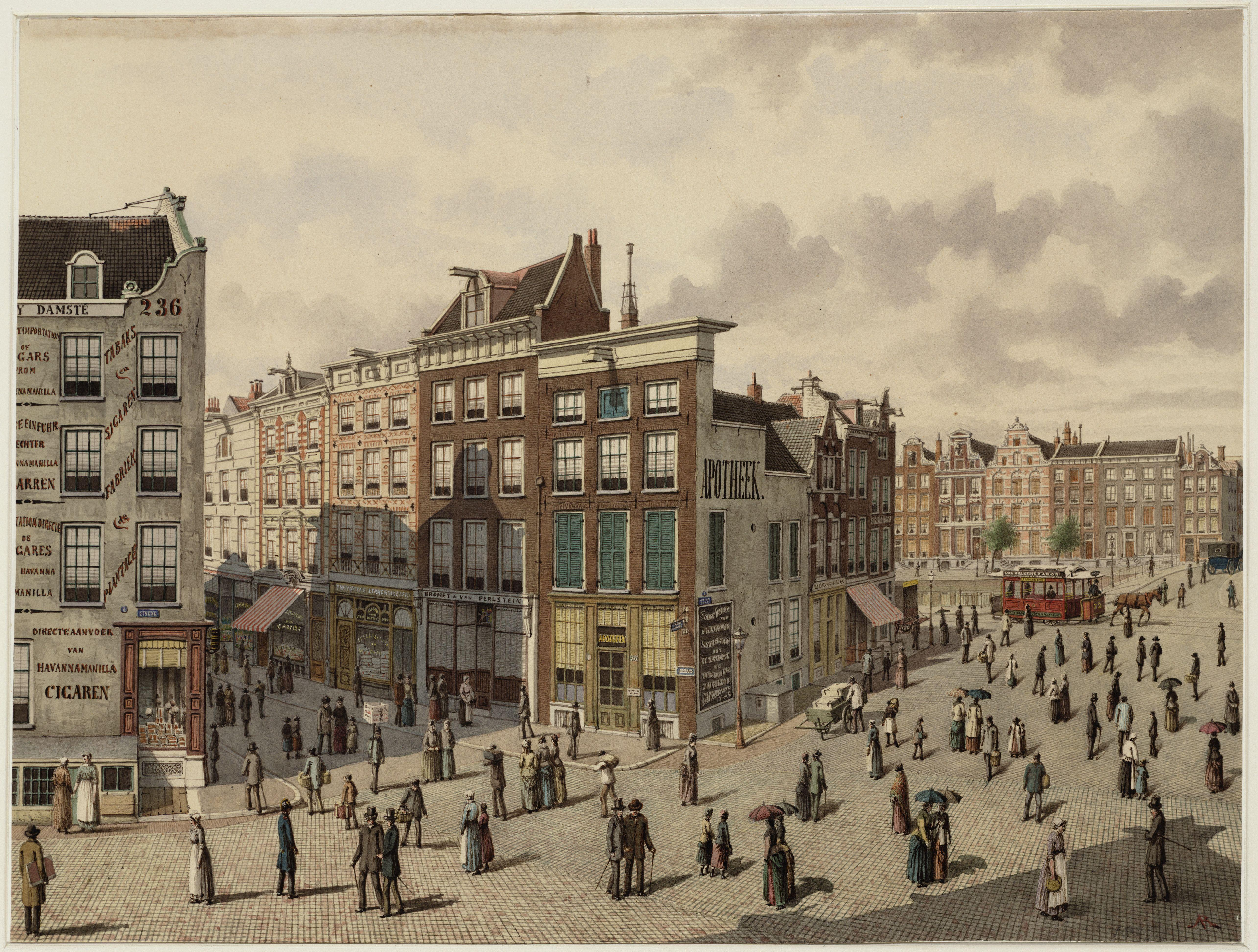
Het Sophiaplein, later Muntplein 2-6, gezien naar de Kalverstraat 213-225 en rechts de Doelenbrug; 1889.

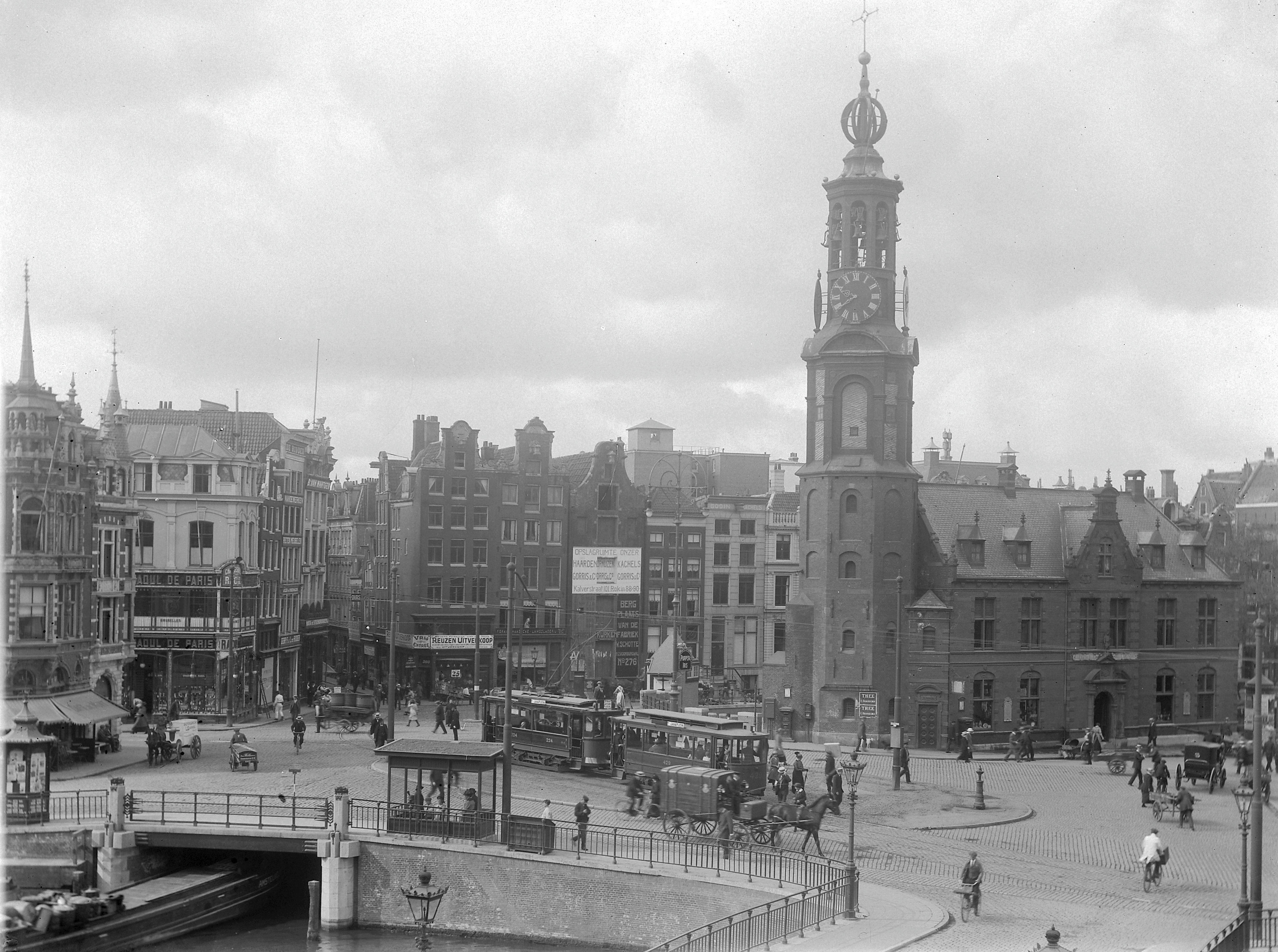
Het Muntplein, met de Munttoren en een tram van lijn 14, gezien vanaf de Nieuwe Doelenstraat naar de nog niet verbrede Vijzelstraat; circa 1915.

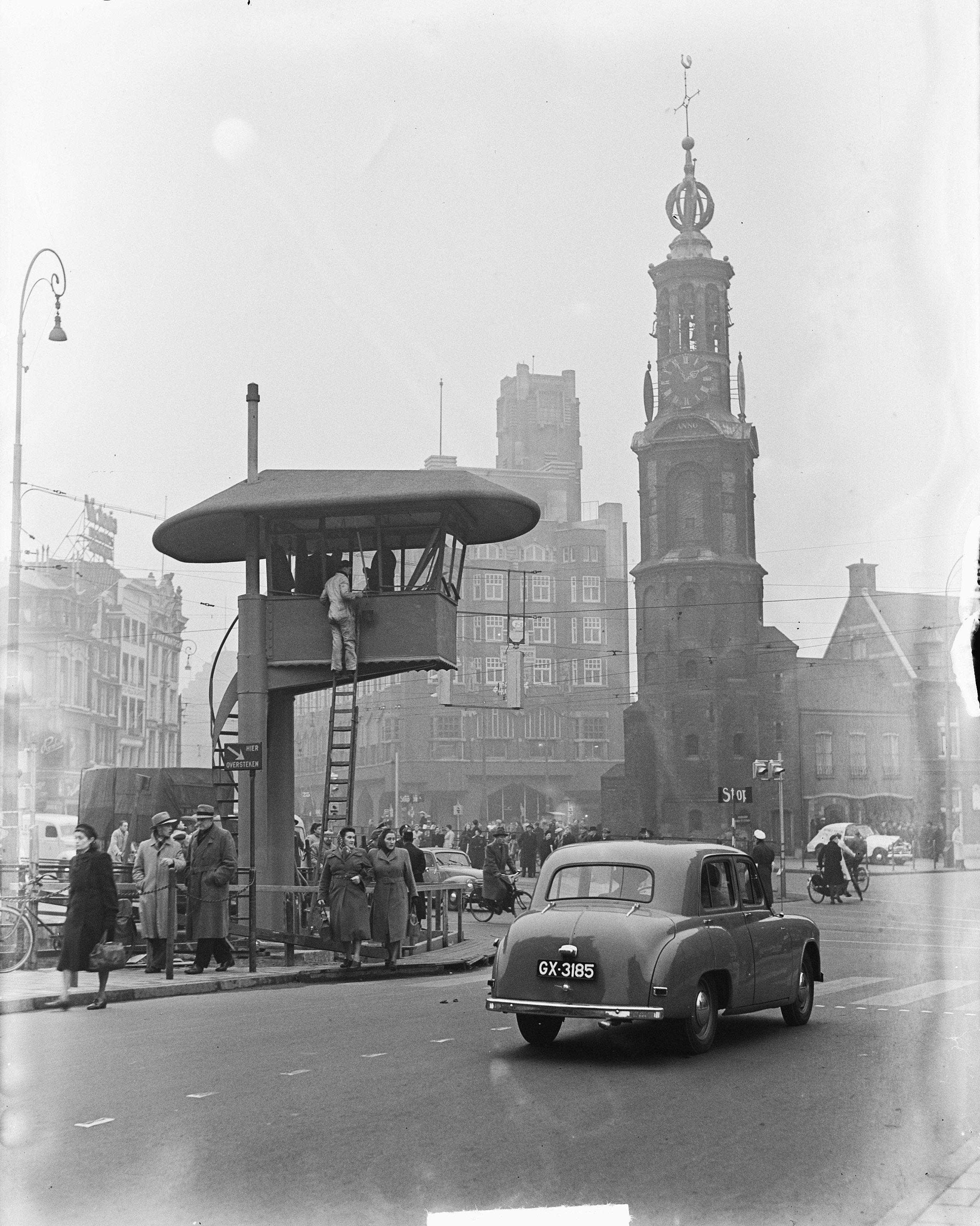
Verkeerstorentje (de 'Duiventil') op het Muntplein; 1949.

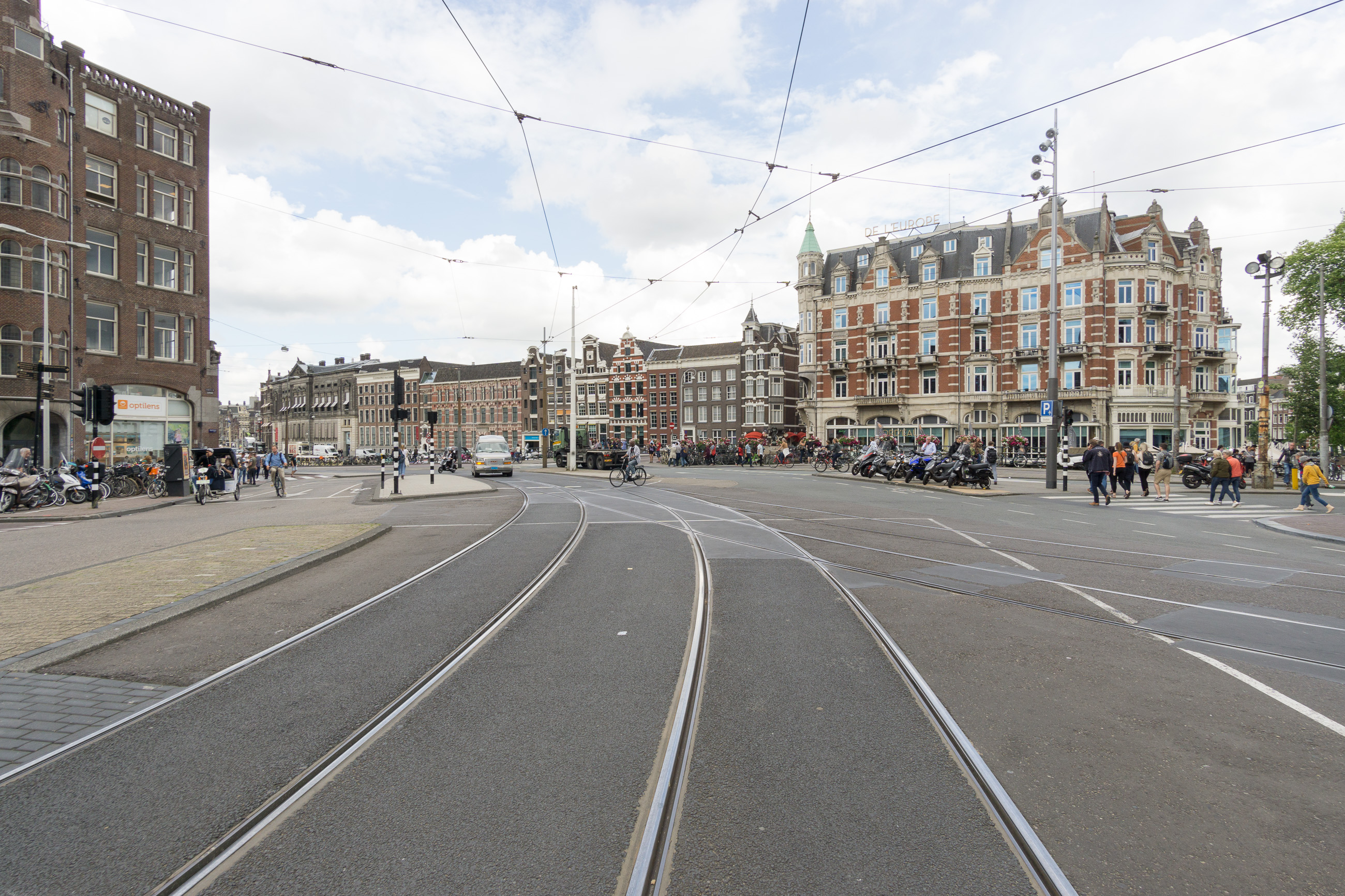
Muntplein in 2015, gezien vanuit het westen; links het gebouw van Berlage, rechts Hotel De L'Europe.

Het Muntplein is een plein in Amsterdam-Centrum.

## Ligging
Het Muntplein ligt als verkeerskruising op de plaats waar de Singel aansluit op de Amstel. Op die plek ligt de Muntsluis, een overigens nauwelijks als zodanig herkenbare brug; de brug heeft het brugnummer 1. Het is na diverse verbredingen de breedste brug in de Binnenstad. Op het Muntplein komen diverse straten bij elkaar. Vanuit het noorden het Rokin, de Kalverstraat en de kade langs het Singel. Vanuit het zuidwesten de Vijzelstraat, vanuit het zuidoosten de Reguliersbreestraat en een kade van de Amstel. Vanuit het noordoosten is er de Nieuwe Doelenstraat. Dit had, zeker na de verbreding van de Vijzelstraat en de kades van de Amstel, tot gevolg dat het plein in de 20e eeuw uitgroeide tot een van de drukste pleinen in de stad. Dat de Kalverstraat een drukke winkelstraat werd en ook de vestiging van de Bloemenmarkt op een kade van het Singel droegen bij aan de (voetgangers-)drukte. Begin 21e eeuw kwam daarin een kentering toen de gemeente Amsterdam zoveel mogelijk gemotoriseerd verkeer uit de binnenstad wilde weren en het plein onderdeel maakte van de Rode Loper. Van de genoemde wegen werden steeds meer onderdelen autoluw, waardoor in de jaren tien van de 21e eeuw een rustiger verkeersplein ontstond.
De tramlijnen 4 en 14 rijden over het plein en Metrolijn 52 diep onder het plein. Er zijn echter geen haltes meer. In het verleden hebben ook de tramlijnen 5, 9, 11, 16, 20, 24, 25, S en bus 49 over de brug gereden.

## Geschiedenis
Het knooppunt ontstond al sinds de aanleg van de Regulierspoort, waardoor Amsterdammers en buitenlui hier via een brug de stad konden verlaten of juist binnen komen. Al op de door Cornelis Anthonisz. getekende kaart van omstreeks 1635 is hier een open plek te zien aan de stadszijde van de brug. 
Het plein is vernoemd naar de Munttoren, de toren draagt officieel de naam Regulierstoren, waar het een nog (verbouwd) restant van is. Er werd in het naastgelegen Muntgebouw vanaf 1672 na de Franse invasie enige tijd de Munt van Holland geslagen (gouden en zilveren dukaten met het Amsterdamse stadswapen erop), waardoor het de bijnaam Munttoren of Munt kreeg, een naam die in de volgende eeuwen is gebleven.
"Munt" werd in de volksmond ook de naam van het plein, dat officieel de naam Schapenplein droeg. In 1877 werd het aanzienlijk verbreed door de sloop van een rij huizen (de 'Engelse huizen'), die plaats moest maken voor een paardentrambaan. Het nieuwe plein kreeg de naam Sophiaplein, naar de in dat jaar overleden koningin Sophie, vrouw van koning Willem III. 
In de volksmond bleef het echter het Muntplein of kortweg De Munt, en toen er in 1904 in Amsterdam-Zuid een laan naar haar werd vernoemd, en er verwarring dreigde, werd het plein bij raadsbesluit van 6 juni 1917 de naam Muntplein toebedeeld.

## Bouwwerken
In de loop der eeuwen is er steeds gewerkt en gebouwd aan het plein. De Regulierspoort verdween, gebouwen brandden af of moesten plaats maken voor wegverbredingen. Een aantal gerenommeerde architecten heeft hun sporen achter gelaten op het plein. Zo werd de onderliggende brug ontworpen door stadsarchitecten Jo van der Mey (basis) en Piet Kramer (uitbreidingen in 1939), beiden werkzaam voor de Dienst der Publieke Werken. Hendrik Petrus Berlage ontwierp aan de noordzijde het gebouw voor het verzekeringsbedrijf De Nederlanden van 1845. Het Gebouw de Volharding op de hoek Muntplein en Amstel komt uit de koker van Dolf van Gendt; het naastgelegen gebouw van Evert Breman. Het wachthuis van de Munt werd ontworpen door stadarchitect Willem Springer; de onderdoorgang is ook deels werk van Piet Kramer. Het merendeel van de gebouwen is of gemeentelijk monument of rijksmonument.
Zie verder: Lijst van gebouwen aan het Muntplein.

## Kunst
Op en rondom het plein is een aantal kunstwerken te zien. Het merendeel daarvan is verwerkt in de gevels van de gebouwen. Zo bevat het kantoorgebouw van Berlage diverse beeldhouwwerken van Lambertus Zijl. Aan de Munttoren is een natuurstenen drinkfontein naar een ontwerp van Hildo Krop te zien, waarin zijn beeldhouwwerk is terug te vinden. In de openlucht staat van hem voorts nog het beeld Vrouwe Fortuna aan de Amstelzijde. Een verdwenen "kunstobject" is de zogenaamde Duiventil een verkeersregeltoren uit 1949, opnieuw een creatie van Piet Kramer. Het werd in de jaren zeventig nutteloos (stoplichten werden toen vanuit een centrale geregeld). De Duiventil werd in 1992 verplaatst en kwam als monumentaal bouwwerk (maar zonder nut) bij het Amsterdamse Bos. Het wachtgebouw draagt aan de Singel (tegenover Muntplein 10) een wachter.

## Tramlijnen
Vanaf 1883 reden er paardentrams over het toenmalige Sophiaplein. Vanaf 1903-1904 reden er elektrische trams van de lijnen 4, 5, 9 en 11 over het Rokin van en naar de Vijzelstraat en het Rembrandtplein. Later kwamen ook de lijnen 14, 16, 24 en 25 via het Muntplein te rijden. Sinds december 2023 rijden alleen nog de lijnen 4 en 14 via dit plein van en naar het Rembrandtplein.
De drukte op het verkeersplein werd versterkt doordat er diverse tramlijnen over het plein reden. Tot 1985 was op de brug in het midden een halte-eiland met vier sporen waarvan twee stadinwaarts, waarbij inhalen op het linkerspoor was toegestaan, en twee staduitwaarts waarbij het buitenste spoor, staduitwaarts afgescheiden met een hekwerk, een voorbijrijdspoor was en die trams een halte hadden voor V&D. De trams komende van de Amstel stadinwaarts hadden een halte aan de zijkant van de brug. In 1985 verdwenen het halte-eiland en de tramsporen langs de Amstel en verscheen een halte in beide richtingen voor V&D behalve voor de lijnen 4, 9 en 14 die het voorsorteerspoor behielden en staduitwaarts een halte in de Reguliersbreestraat kregen. De halte stadinwaarts voor zes lijnen was krap bemeten en bestond slechts uit een smalle vluchtheuvel zonder hekwerk waar het verkeer langs raasde. Daarom verdween in 1994 het voorsorteerspoor waardoor ruimte ontstond voor een brede halte in beide richtingen die staduitwaarts nu ook door de lijnen 4, 9 en 14 kon worden gebruikt waarbij de halte in de Reguliersbreestraat verdween.
In 2015 verdween de halte Rokin in het kader van de Rode Loper. Op 18 april 2017 kwam er weer een halte met de naam Muntplein, maar die was nu gelegen in de Vijzelstraat tussen Muntplein en Keizersgracht, waarbij de halte Keizersgracht verviel. Van 2021 tot 2023 was er in de Vijzelstraat een halte Muntplein tussen dit plein en de Reguliersdwarsstraat. Sinds 8 december 2023 rijden er geen trams meer vanaf het Muntplein door de Vijzelstraat.